# Kaeneno
Kaeneno is een bestuurslaag in het regentschap Timor Tengah Selatan van de provincie Oost-Nusa Tenggara, Indonesië. Kaeneno telt 2773 inwoners (volkstelling 2010).